# 스프링브룩 국립공원

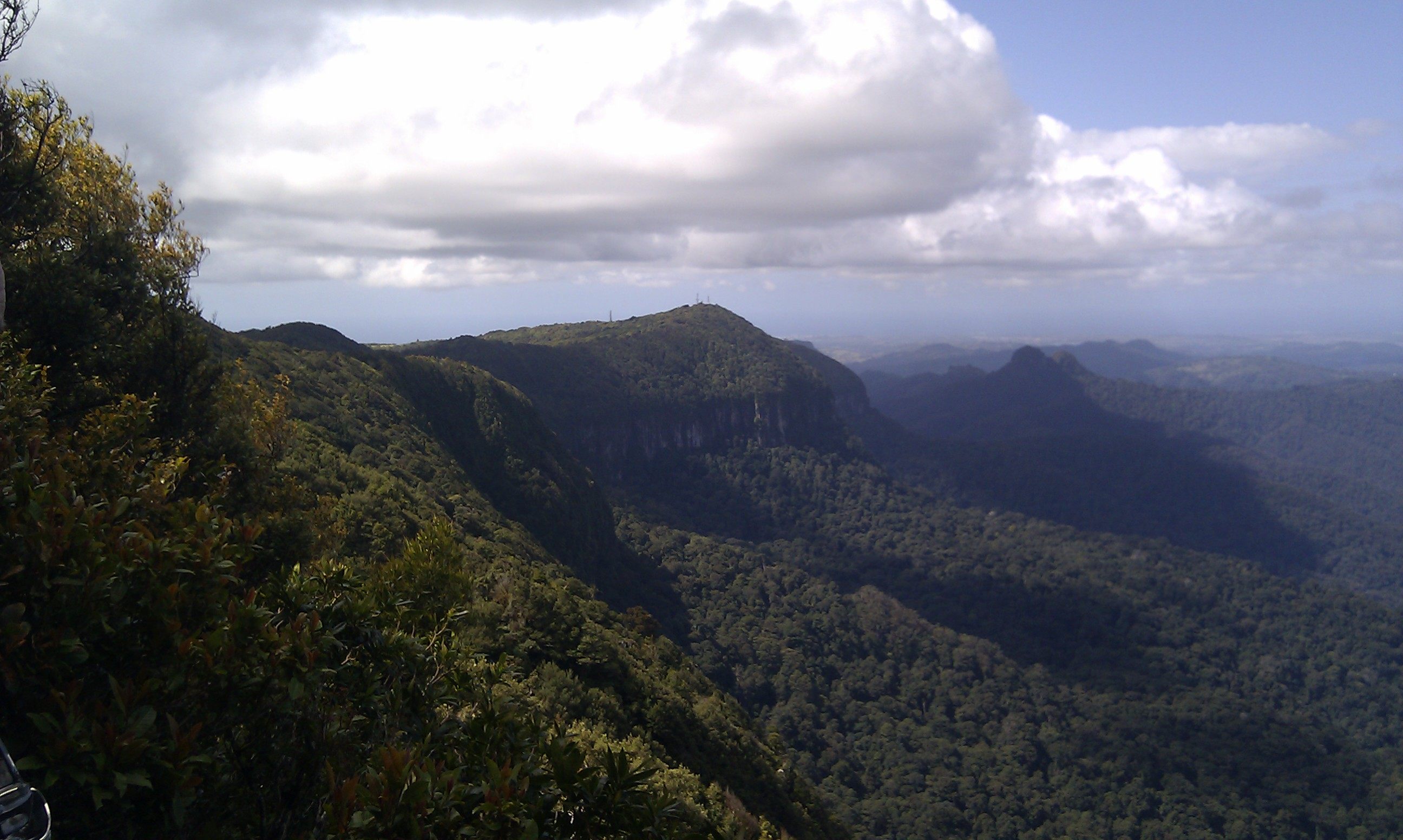
스프링브룩 정상

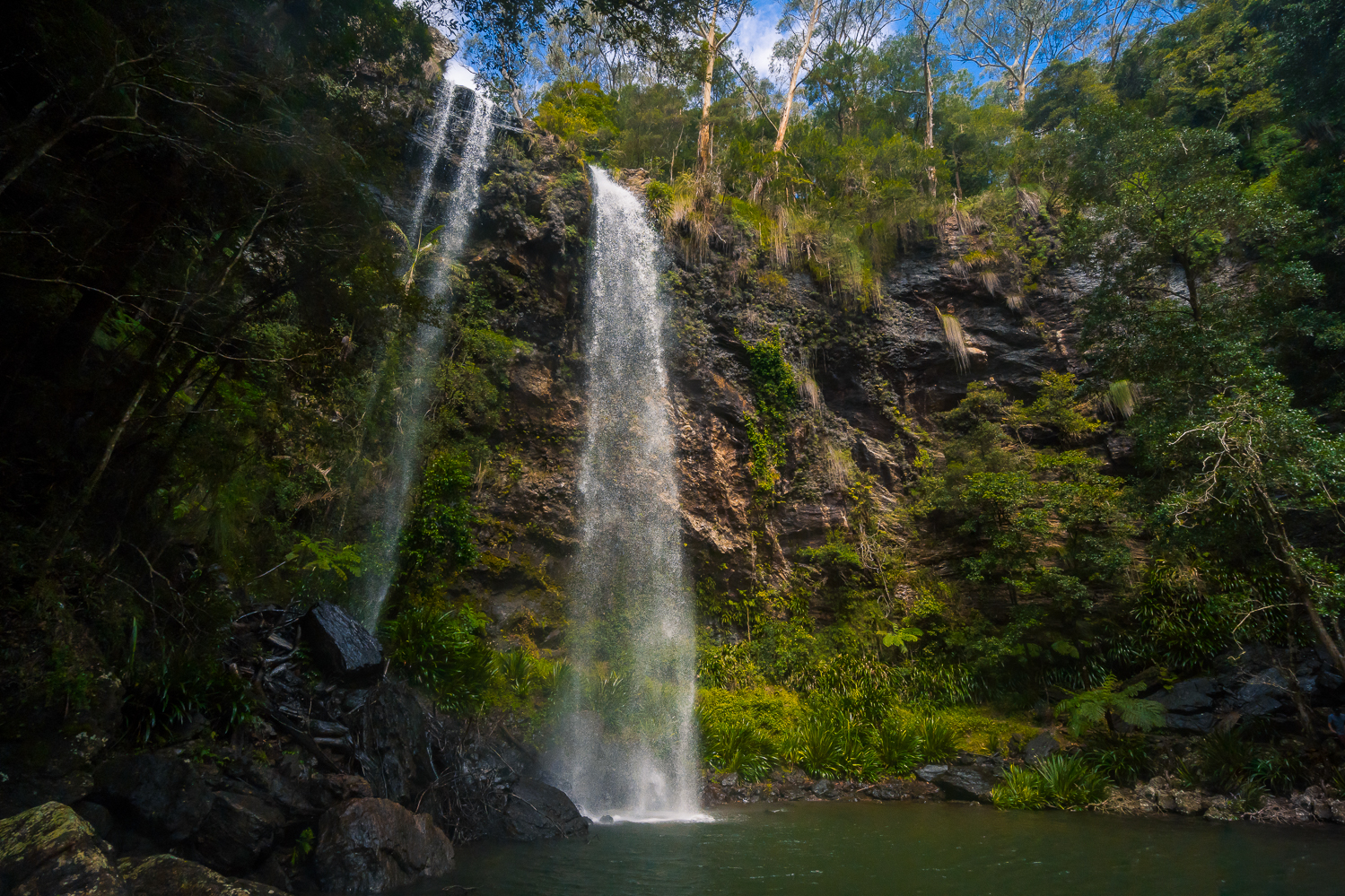
트윈폴스 폭포

스프링브룩 국립공원(Springbrook National Park)은 오스트레일리아 퀸즐랜드주 골드코스트 힌터랜드에 위치한 보호 국립공원이다. 이 공원의 면적은 6,197헥타르이며 브리즈번에서 남쪽으로 약 100킬로미터 떨어진 스프링브룩 주변 맥퍼슨레인지에 위치해 있다. 유네스코 세계유산의 실드 볼케이노 그룹의 일부로서 오스트레일리아의 곤드와나 열대우림 지역으로 등재되어 있다.

## 레크리에이션
미개간지의 야영은 불허되어 있다. 캐릭스로드에 야영지가 한 곳 있다.